# ادن یونگ
ادن یونگ (انگلیسی: Aden Young؛ زادهٔ ۱۹۷۲) یک بازیگر و کارگردانکانادایی _استرالیایی است. وی از سال ۱۹۹۱ میلادی تاکنون مشغول فعالیت بوده‌است.
از فیلم‌ها یا برنامه‌های تلویزیونی که وی در آن نقش داشته‌است، می‌توان به پوکر فیس، آدمکش ویژه، مولوکای، جاده بهشت، پوست فلزی، کوسی و دخترعمو بت اشاره کرد.